# 1225
1225 (MCCXXV) var ett normalår som började en onsdag i den julianska kalendern.

## Händelser

### Juli
- 27 juli – Visby domkyrka invigs. Dessutom finns en stadsskola omämnd i Visby detta år.

### Augusti
- 14 augusti – Almnäs slott vid Almnäs Bruk[1] omnämns för första gången i ett lantmäteridokument, där gårdens gränser utstakas som en del av Alvastra kloster, på andra sidan Vättern. Dokumentet, som utgör en del av den äldre Västgötalagen, finns fortfarande bevarat hos Riksarkivet.

### Okänt datum
- I ett bevarat dokument från detta år nämns för första gången svenska rådsmedlemmar (consiliarii). Det är ett kungligt brev undertecknat av förmyndarna – rådet. Detta består av: Kungens kansler, biskop Bengt i Skara, kungens fosterfar Erengisle Wig, magister Stenar, samt stormännen Knut Holmgersson och Knut Kristinesson.
- Den norske kungen Håkan går härjande in i Värmland, under vad som kallas "Värmlandståget", för att besegra de norska upprorsmän, "ribbungarna", som tagit sin tillflykt dit. Sedan han besegrat värmlänningarna i slaget i Holmedals socken drar han sig tillbaka till Norge, men någon formell fred sluts inte förrän 1249.
- Den danske riksföreståndaren Albert av Orlamünde hamnar i tysk fångenskap.
- Albert av Riga erkänns som tysk riksfurste.
- Öselbor ödelägger Sveriges östkust.

## Födda
- Innocentius V, född Pierre de Tarentaise, påve från 21 januari till 22 juni 1276.
- Thomas av Aquino, italiensk filosof.

## Avlidna
- 3 januari – Adolf III av Holstein, greve av Holstein.
- Margareta av Leuven, helgon.